# Kimberley Cornish
Kimberley Cornish (Perth, 1949) è una scrittrice australiana, nota soprattutto per il bestseller intitolato Jew of Linz: Wittgenstein, Hitler and Their Secret Battle for the Mind (1998), che presenta il legame tra Ludwig Wittgenstein e Adolf Hitler.

## Biografia
Secondo l'abstract di una conferenza svoltasi presso l'Australasian Association of Philosophy nel 2005, si è laureata presso l'Università dell'Australia Occidentale e aveva all'epoca iniziato una tesi di dottorato presso la Monash University sui memi.

## Attività
Muovendo dall'ipotesi che Wittgenstein e Hitler potessero essere stati in contatto alla Realschule di Linz durante l'anno scolastico 1904-1905, nel '98 pubblicò il saggio intitolato Jew of Linz: Wittgenstein, Hitler and Their Secret Battle for the Mind (gli Ebrei di Linz: Wittgestein, Hitler e la loro battaglia segreta per la mente), in cui attribuì l'antisemitismo di Hitler all'influsso di Wittgenstein nell'età infantile. . Quest'opera venne aspramente criticata in tutto il mondo, tanto che il filosofo francese Jackie Assayag definì la Cornish come un revisionista. · .
Cornish è stata una delle relatrici della seconda conferenza annuale sulla cosiddetta "storia reale", tenutasi a Cincinnati dal 22 al 24 settembre 2000 per iniziativa di David Irving, negazionista britannico dell'Olocausto. Fra gli altri relatori erano presenti il negazionista tedesco Germar Rudolf e l'avvocato americano Mark Antonacci. Una lettera di Cornish a Irving è pubblicata sul suo sito web.

## Opere
- Kimberley Cornish, The Jew of Linz. Hitler, Wittgestein and the Meeting Between Them that Changed the Course of History, Century Books (marchio della Random House), 1998, 298 pp. ISBN 0-7126-7935-9
- Kimberley Cornish, Der Jude aus Linz. Hitler und Wittgenstein, Ullstein Hc, 2002, ISBN 978-3550069703.